# Adolf Brinkmann
Adolf Brinkmann (* 1854; † 1923 in Burg (bei Magdeburg)) war ein promovierter deutscher Heimatforscher.

## Leben
Brinkmann studierte an der Universität Halle und wurde Mitglied im Klassisch-Philologischen Verein Halle im Naumburger Kartellverband. Am 8. Dezember 1882 wurde er in Halle zum Dr. phil. promoviert. Er war ab 1884 als Lehrer in Wernigerode tätig. Es schlossen sich Tätigkeiten in Roßleben, später in Quedlinburg an. 1892 erfolgte seine Versetzung nach Zeitz und schließlich 1909 nach Burg (bei Magdeburg).
Er beschäftigte sich insbesondere mit der Kunst- und Baugeschichte seiner Wohnorte und -regionen im heutigen Sachsen-Anhalt und trat mit diversen Veröffentlichungen an die Öffentlichkeit. Er inventarisierte die Bau- und Kunstdenkmäler des Landkreises Gardelegen, des Mansfelder See- und Gebirgskreises sowie der Städte Aschersleben und Quedlinburg. Er befasste sich vor allem mit der Geschichte des Fachwerkbaus. 1912 veröffentlichte er eine wissenschaftliche Bewertung der Fachwerkgebäude der Städte Osterwieck und Hornburg. 1914 fertigte er das Inventar für Quedlinburg, wobei diese Arbeit jedoch erst 1923 gedruckt wurde. Eine erste Veröffentlichung zu Quedlinburger Fachwerkbauten erfolgte bereits 1894 in der Zeitschrift des Harzvereins. Er baute in seiner Quedlinburger Arbeit auf Arbeiten Hermann von Amsbergs auf.

## Werke
- Beschreibende Darstellung der älteren Bau- und Kunstdenkmäler des Mansfelder Gebirgskreises, mit Größler, Hermann. Halle a. d. S., Hendel, 1893.
- Die Kunstdenkmale des Mansfelder Seekreises, mit Größler, Hermann. - Halle : Fliegenkopf-Verl., 2000, Nachdr. der Ausg. Halle a.d.S., Hendel, 1895.
- „Die Burganlagen bei Zeitz“. Halle, 1896. (zitiert in Burgenkunde, Otto Piper, München 1912)
- Über Burganlagen bei Zeitz in tausendjähriger Entwicklung, Verlag Otto Hendel, Halle 1896.
- Über Burganlagen bei Zeitz (= Wissenschaftliche Beilage zum Jahresbericht des Königl. Stiftsgymnasiums zu Zeitz. 1895/1896, ZDB-ID 891007-8). Otto Hendel, Halle (Saale) 1896, (Digitalisat).
- Beschreibende Darstellung der älteren Bau- und Kunstdenkmäler des Kreises Gardelegen, mit Parisius, Adolf. Halle a. d. S., Hendel, 1897.
- Beschreibende Darstellung der älteren Bau- und Kunstdenkmäler der Stadt Aschersleben, Halle a. d. S. : Hendel, 1904.
- Alphabetischer Katalog der in der Königl. Stiftsbibliothek zu Zeitz vorhanden Druckwerke, Zeitz, 1909.
- Beschreibende Darstellung der älteren Bau- und Kunstdenkmäler des Kreises Stadt Quedlinburg, Bd. 1: Berlin: Hendel 1922, Bd. 2: Magdeburg 1923.